# Jon Andoni Larrañaga Gurrutxaga
Jon Andoni Larrañaga Gurrutxaga (Azpeitia, 3 de juliol de 1958) és un exfutbolista basc dels anys 80 i principis dels 90. Al llarg de la seva dilatada carrera es va mantenir sempre fidel als colors de la Reial Societat de Sant Sebastià. És després d'Alberto Górriz el segon jugador que més partits ha disputat vestint la camisola blanquiblava de la Reial i també posseïx tots els títols que ha aconseguit el club donostiarra al llarg de la seva història.
Larrañaga va començar la seva carrera jugant com a migcampista, però amb el pas dels anys va anar retardant la seva posició fins a convertir-se en central. Jugador que destacava per la seva seguretat en el camp de joc, també va ser la referència des d'on començava el joc de la Reial Societat. La seva experiència el convertiren en els últims anys de la seva carrera en el capità de l'equip i el cap del vestidor donostiarra.

## Carrera com a futbolista
Larrañaga va néixer a la localitat guipuscoana d'Azpeitia un 3 de juliol de 1958. Els seus primers passos com a futbolista els va donar en el Lagun Onak de la seva localitat natal. Amb aquest equip va arribar a debutar en la Tercera divisió espanyola. El 1977, quan comptava amb 19 anys va ser fitxat per la Reial Societat. Abans de donar el salt al primer equip va jugar 3 temporades en el Sanse, l'equip filial de la Reial Societat.
El seu debut amb el primer equip es va produir en un partit de Copa del Rei el 16 de gener de 1980 davant el Peña Sport. Va entrar en el primer equip durant la temporada 1980-81, debutant en Lliga en la jornada 16 d'aquesta temporada. Va entrar a l'equip a poc a poc. En la seva primera temporada va jugar solament 9 partits de Lliga, la major part d'ells com a suplent. Encara que la seva aportació a la consecució del títol de Lliga que va obtenir la Reial Societat aquesta temporada no va ser molt important, va participar en l'últim partit de Lliga a El Molinón, quan la Reial va obtenir el títol empatant amb l'Sporting de Gijón in extremis en l'últim minut.
La temporada següent, la del segon títol de Lliga, va ser un jugador important en l'esquema de la Reial, participant en tots els partits aquesta temporada. Des de la temporada 1981-82 fins a la seva retirada el 1994, Larrañaga va ser un jugador indiscutible en la Reial Societat, primer com migcampista i després com central. Això va permetre a Larrañaga a convertir-se en el segon jugador que més partits oficials de Lliga ha jugat amb la Reial Societat en la Primera divisió espanyola (460), a només 1 d'Alberto Górriz i en un dels jugadors que més partits han jugat de la Lliga Espanyola.
Després dels títols de Lliga, els dos únics que ha obtingut la Reial Societat en la seva història, Larrañaga va contribuir a l'obtenció de la Supercopa d'Espanya de 1982. En aquests primers anys de Larrañaga també és destacable la seva participació en la Copa d'Europa de 1982-83, en la qual l'equip txuri-urdin va arribar a les semifinals.
El 1987 Larrañaga va guanyar la Copa del Rei i el 1988 va contribuir que el seu equip fos subcampió de Lliga i de Copa. 1988 també va ser l'any del seu debut com a jugador internacional. Larrañaga es va retirar del futbol professional el 1994 a punt de complir els 36 anys, sent l'únic jugador de la històrica plantilla bicampeona de Lliga que va arribar a jugar a l'Estadi d'Anoeta amb la samarreta de la Reial (José Mari Bakero va arribar a jugar en aquest camp també, però vestint la camisola del Barça).
Durant la seva carrera professional va jugar 589 partits oficials amb la Reial i va marcar 22 gols, 460 dels partits i 15 dels gols van ser en la Primera divisió espanyola.

### Partits internacionals
Larrañaga ha estat únicament una vegada internacional amb la selecció espanyola. El seu debut es va produir el 24 de febrer de 1988, en el partit amistós Espanya 1 -Txecoslovàquia 2. En la seva joventut va arribar a jugar 4 partits amb la selecció espanyola Sub-21. També va disputar 2 partits amistosos amb la selecció de futbol del País Basc.

## Després de la seva retirada
Des de la seva retirada del futbol professional el 1994, Larrañaga va entrenar durant sis anys a l'equip donostiarra Berio Futbol Taldea en la Regional Preferent Guipuscoana i la Tercera divisió espanyola;el fill de Luis Miguel Arconada, Luison, era el capità del equip, el porter era Iñaki Nuñez,"das morsen". Larrañaga ha col·laborat amb les escoles federatives guipuscoanes. Ha assolir mantenir durant aquests últims anys una important notorietat pública al País Basc, en fer durant moltes temporades de comentarista de futbol en el canal de televisió públic basc ETB 1, realitzant comentaris tècnics durant la retransmissió els dissabtes a la tarda-nit dels partits de futbol de la Primera divisió espanyola per al País Basc.
Va deixar d'acomplir aquesta tasca en perdre l'ETB els drets d'emissió de la primera divisió espanyola en finalitzar la temporada 2005-06. L'estiu de 2006, Larrañaga va ser nomenat director del futbol base de la Reial Societat, càrrec que va ocupar fins a ser destituït a l'abril de 2008.